# Château de Villebois-Lavalette
Le château de Villebois est situé en Charente sur la commune française de Villebois-Lavalette.
La colline fortifiée de Villebois est dominée par les ruines d'un château féodal et une aile d'un imposant édifice du XVIIe siècle. Il a appartenu à Jean-Louis Nogaret de La Valette, duc d'Épernon et gouverneur de l'Angoumois.

## Historique

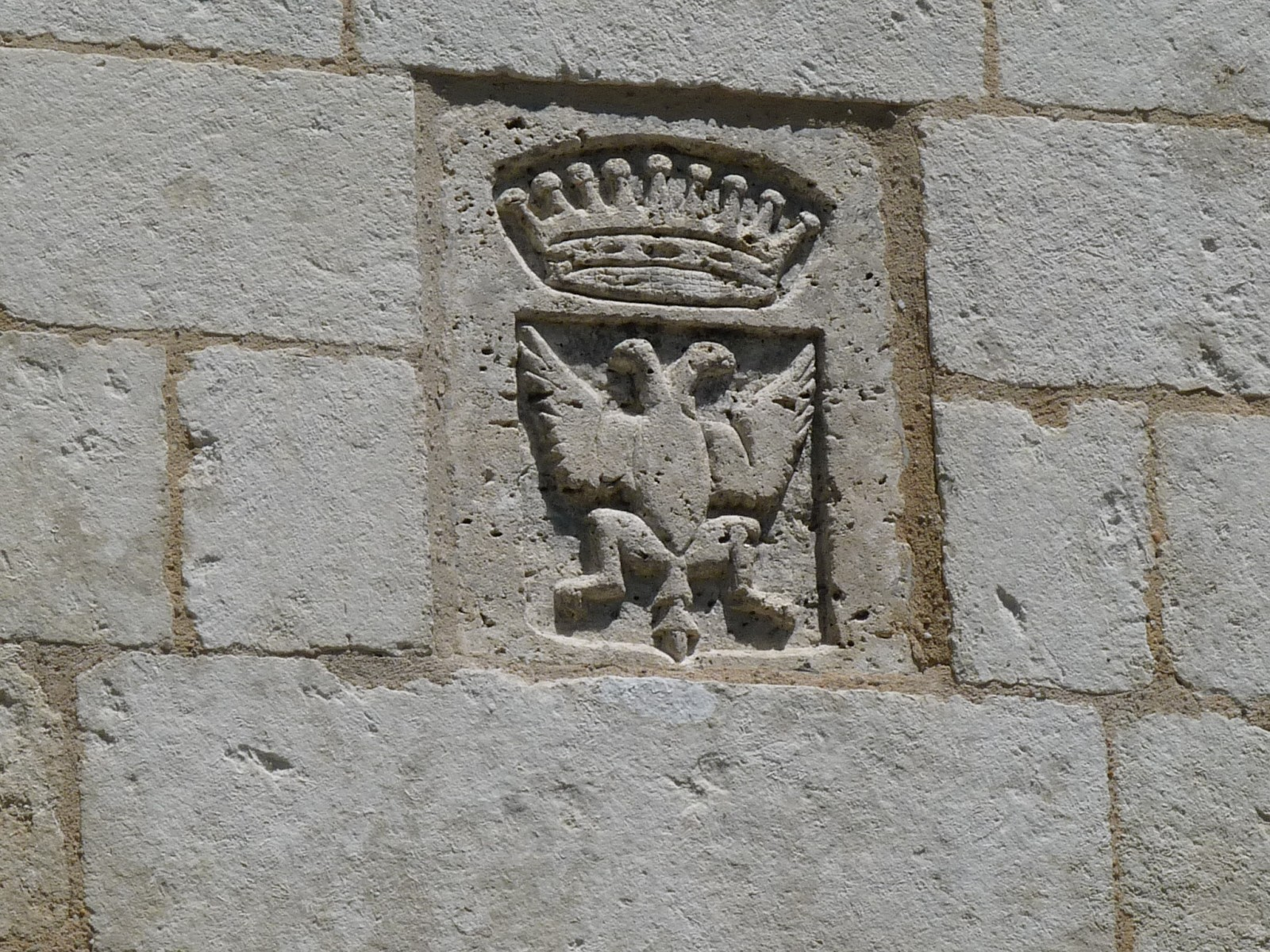
Blason des de Fleury, sur le fronton du portail du XIVe siècle restauré,.

La position en éperon de la plateforme du château sur une butte-témoin, près de la limite entre Angoumois et Périgord, dominant le chemin Boisné, voie antique entre Saintes et Périgueux, fait que le site a très tôt été une place forte importante pour la défense des environs.
Au VIIIe siècle, les Fulcher de Villebois en étaient les seigneurs. Puis en 959, ce furent les Hélie. En 1120, le château fut pris par Vulgrin II Taillefer, comte d'Angoulême, et en 1143 il passa aux Ithier de Villebois, qui construisirent la chapelle romane à deux étages,.
La lignée s'éteint en 1204 avec Amélie de Cognac, mariée à un Philippe de Cognac, fils illégitime de Richard Ier. 
Selon certains écrits, Hugues, sire de Mareuil, en devient propriétaire en 1214, après la bataille de Bouvines, ou le roi Philippe Auguste lui en donna comme cadeau de remerciement pour avoir pris en otage Ferrand, comte de Flandres. Il s'agirait peut-être de Mareuil, dans la Marne,.
Les domaines des Villebois passent le siècle après à Jean sans Terre, puis à l'épouse de celui-ci, Isabelle d'Angoulême. Son remariage transfère les seigneuries des Cognac et le château aux Lusignan, comtes d'Angoulême, qui élèvent leurs sept tours de flanquement semi-circulaires et agrandirent la chapelle.
En 1355, Raymond de Mareuil, chevalier, seigneur de Mareuil et de Bourzac, reçut du roi Jean le Bon la seigneurie de Villebois de nouveau[Information douteuse] après l'extinction de la lignée des Lusignan. Les sires de Mareuil figurent alors parmi les propriétaires successifs du château.
Durant la guerre de Cent Ans, les Anglais y tiennent une garnison. En 1360, lors du traité de Brétigny rétrocédant l'Angoumois à la Guyenne anglaise, les Anglais confient la garde du château à son propriétaire, Raymond de Mareuil. En 1376, Villebois est repris aux Anglais par le duc de Berry, frère de Charles V. Villebois repasse ensuite dans la maison de Mareuil, qui en seront propriétaires pendant deux siècles encore.
Guy de Mareuil, baron de Mareuil et de Villebois, seigneur de Bourzac, Angeac, Vibrac, Montmoreau et Pranzac, fut sénéchal d'Angoumois. Décédé en 1519, il est inhumé dans la chapelle du couvent des Augustins qu'il avait fondé à Villebois[source insuffisante].
En 1541, le château revient par le rocambolesque mariage de sa fille, Gabrielle de Mareuil[source insuffisante], à Nicolas d'Anjou-Mézières, marquis de Mézières en Berry. En 1556, Renée d'Anjou-Mézières épouse le très catholique François de Bourbon, duc de Montpensier, et lui apporte en dot ses terres de Vibrac, Villebois et Mareuil.
Durant les guerres de Religion Villebois sera en grande partie détruit. En effet, entre 1568 et 1569, le château est pris et repris par les catholiques et les protestants. En 1590, Jean-Louis de Nogaret de La Valette, duc d'Épernon et gouverneur de l'Angoumois dès 1588, fit le siège du château où des ligueurs, avec à leur tête un certain Maumont, nommé par le « chevalier d'Aubeterre », David Bouchard,, s'étaient retranchés. Il fit une percée dans la muraille grâce à d'intenses tirs de canons, et fit pendre dix-huit ligueurs.
Quelques années plus tard, en 1596, le duc d'Épernon acquit de sa propriétaire, la marquise de Mézières, la terre de Villebois comme fief et le fit ériger, en 1622 par lettres patentes, le marquisat en duché et pairie de Lavalette, d'où le nom actuel de Villebois-Lavalette. Le château devient la principale résidence secondaire du duc, après Angoulême.
Le jeune Louis XIII y séjourna avec sa nouvelle épouse Anne d'Autriche et sa mère Marie de Médicis, invités par le duc d'Épernon. Le convoi royal arriva le 28 décembre 1615 par le chemin des crêtes et une pluie battante.
En 1660, Bernard de Nogaret, duc de La Valette, fils héritier de Jean-Louis de Nogaret, n'ayant lui-même plus d'héritier et délaissant la terre de Villebois-Lavalette, vendit celle-ci avec son titre, ainsi que ses terres de Vibrac et Angeac, à Philippe de Montaut-Bénac, marquis de Navailles,. La pairie du duché de Lavedan, éteint à la mort de son père faute d'enregistrement, fut recréée sur La Valette sous le nom de Navailles.
En 1665 le duc de Navailles et de La Valette, éloigné de la cour par Louis XIV, se retira sur ses terres. Il fit raser l'ancienne forteresse et construisit le château dont il ne reste que l'aile ouest. Le duc mourut en 1684, et son épouse poursuivit les travaux d'embellissement. En particulier, elle fit construire une galerie-pont reliant les deux ailes, inachevée et détruite quelques années après. Le château passe ensuite à leur fille marquise de Pompadour, puis à la fille de celle-ci, marquise de Dangeau, et à la fille de cette dernière la princesse de Soubise. Mais dès le début du XVIIIe siècle, le château est aux mains des créanciers de la famille. Son état se dégrada avant et après la Révolution. Pendant la Révolution, les armoiries et les parchemins furent détruits.
Lors de la Convention, le château devint un magasin de vivres et une prison de suspects. En 1816, il devint caserne de gendarmerie, jusqu'au 10 décembre 1822 où un incendie détruisit l'aile orientale et le dôme des bâtiments du XVIIe siècle.
Le château fut vendu plusieurs fois, en 1838 ce fut l'abbé Michon qui l'acheta pour y construire une école de garçons, dont les bâtiments, qui occupaient l'esplanade nord, ont aujourd'hui disparu, école qui dura pendant cinq ans. À la suite d'impayés, le château passa à la commune qui y installa une école religieuse de jeunes filles, puis une école de garçons jusqu'en 1912,.
En 1914, il fut acheté par le docteur Maurice de Fleury, grand-père de l'acteur Bernard Lavalette, qui y fit d'importants travaux pour rendre habitable l'aile ouest, et la restauration des remparts. La famille de Fleury sera propriétaire du château jusqu'en 1998.
En 1980, à l'instigation de Frédéric Didier, étudiant en architecture et avec l'aide des propriétaires du château, Philippe et Bernard de Fleury, est créée l'association des Amis du Château de Villebois-Lavalette. La partie du XVIIe siècle habitable voyait alors une partie de sa terrasse s'effondrer. Une dynamique est alors enclenchée entre l'État, la Région, le Département, les Beaux-Arts, les propriétaires, la commune, et une première tranche de travaux conduit à la réfection de la terrasse du XVIIe siècle. Des chantiers de vacances montés par les monuments historiques avec l'aide de l'association Rempart commencent à restaurer les coursives et les remparts. Il s'agit en général d'étudiants venant de tous les pays d'Europe en deux stages de quinze jours. La muraille a retrouvé son aspect du XIIIe siècle avec les créneaux de la façade ouest et les toits de deux tours.
Le propriétaire actuel, Norbert Fradin, acquiert le château en l'an 2000. Il a non seulement poursuivi les travaux de restauration de l'édifice mais aussi encouragé des campagnes de fouilles archéologiques ayant mis au jour de précieuses informations quant à l'histoire de la forteresse et à son architecture, le tout sous l’œil attentif de la direction régionale des Affaires culturelles et l'intervention successive de deux architectes en chef des monuments historiques : Philippe Villeneuve et Denis Dodeman. Entre 2001 et 2007 les fouilles dirigées par Adrien Montigny en lien avec le service régional de l'archéologie ont concerné le noyau castral permettant de localiser les vestiges de la motte castrale, d'identifier les élévations de la chapelle, mais aussi de mettre en évidence différentes phases de travaux et de transformations des murs d'enceinte.
Le 16 décembre 2005, le château, avec la chapelle, l'enceinte et la salle basse, est classé monument historique.

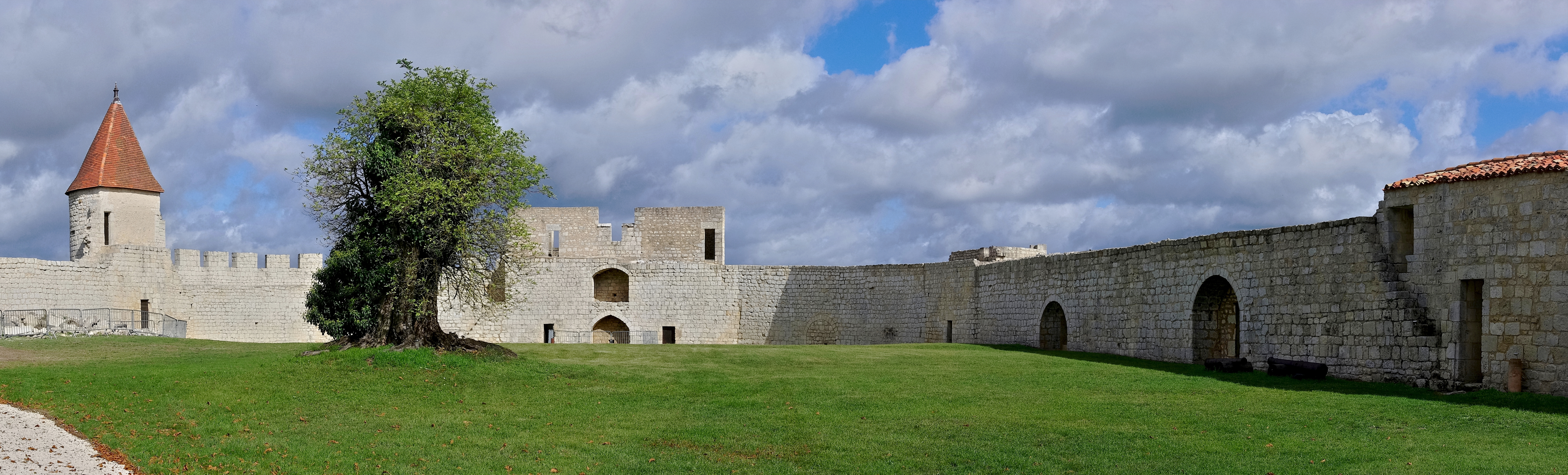
La cour intérieure du château.

## Description
Le site consiste en un plateau allongé de 150 mètres de long sur 50 mètres de large, formant l'extrémité nord d'une butte-témoin allongée, qui pourrait évoquer en miniature le site d'Angoulême. Cet éperon, entièrement entourée d'un rempart, se compose de deux parties. La partie nord, la plus vaste, est actuellement couverte d'une pelouse rase. Le rempart est flanqué extérieurement de sept tours semi-circulaires, dont deux au nord très rapprochées, laissant supposer une entrée au Moyen Âge, condamnée par la suite. Cette enceinte polygonale serait la partie la plus ancienne du château encore en place. Elle s'inscrit dans le courant des fortifications des domaines Plantagenêt à la fin du XIIe siècle. La muraille fut renforcée par l'ajout de tours de flanquement vers 1226-1230. À la même époque, Geoffroi de Lusignan édifie à Vouvant une forteresse assez similaire en Vendée.
De la villa gallo-romaine et du castel primitif qui avaient peut-être précédé le château médiéval, on n'a pas encore retrouvé de trace.
La partie sud de l'éperon, correspondant en surface à peu près au tiers de l'ensemble, est celle où est construit le château actuel avec une grande terrasse à l'ouest, tous deux datant du XVIIe siècle, ainsi que la chapelle XIIe siècle à l'est qui donne aussi sur la partie nord. Ces deux parties sont séparées par deux porches côte à côte, récemment restaurés, dont l'un passe sous l'aile de la chapelle. Le château, très remanié au XVe siècle présentait jusqu'à l'époque moderne une haute silhouette encadrée de tours rondes aux toitures pointures. De ces travaux menés par la famille de Mareuil, il ne reste bien conservé que la tour sud-est, dite « de la Geôle ». Un grand bâtiment, servant d'écurie et de grenier, appuyé sur la courtine sud, fut entièrement démoli en 1830.
Un escalier monumental relie l'esplanade nord, dite « basse-cour », à l'ancienne cour d'honneur du château, plus en hauteur et au même niveau que la terrasse.
C'est dans le rempart sud que se trouve actuellement la seule entrée, fortifiée, et autrefois protégée par un fossé barrant l'éperon et un pont-levis. Ce portail d'entrée a été refortifié au XVIIe siècle après l'entrée en force du duc d'Épernon et laisse entrevoir les rainures du double pont-levis. Il possède deux arches correspondant à la porte cochère et la porte pour piétons. Cette entrée donne sur la petite basse-cour, avec logement du gardien à droite dissimulant l'ancien chemin de ronde, et le château à gauche. Une tour quadrangulaire avec escalier à vis, appelé tour de la Vigie ou tour du Nain, datant du XVe siècle, forme l'angle sud-est du rempart.
L'assaut du duc d'Épernon fit des dommages importants sur le flanc sud. Une fois devenu propriétaire, il n'entreprit que des réparations minimales, l'établissement de quelques bastions et l'élévation de l'actuelle porte d'accès à deux arches. Le duc concentre ses efforts architecturaux sur d'autres demeures, ses objectifs à Villebois ne sont que défensifs.
Le duc de Navailles en 1665 transforme profondément la forteresse fondée au XIe siècle et maintes fois remaniée au fil des siècles; il conserve  l'enceinte datant des Lusignan, mais remanie fortement le château. Les matériaux de l'ancien château ont servi de remblai, comblant ainsi ses salles basses. Il fait élever à partir de 1667 un grand château moderne en U, les angles et le corps central scandés de pavillons. Il est connu par une description de 1750, et quelques photographies anciennes. Le château est réalisé par des maîtres maçons locaux, mais l'influence de Le Vau est assez sensible.
Après l'incendie de 1822 qui détruisit l'aile droite (est) et le pavillon central, il ne reste que l'aile gauche (ouest) de ce château, habitée par le propriétaire. La cour d'honneur sépare les deux ailes. Celle-ci possède aussi un portail ornemental du XVIIe siècle, qui était une porte d'accès au bâtiment central appelé « pavillon du Dôme », car celui-ci était surmonté d'un dôme imposant. En avant, l'ajout d'un bâtiment de service en symétrie du grenier médiéval crée une imposante cour des communs, dans la tradition de la hiérarchie des espaces qui entourent les châteaux classiques. Le duc étend encore l'emprise de l'enclos sur la colline adjacente, où se déploie un grand jardin. Les fortifications deviennent des terrasses et créent des paliers reliés par de grandes allées plantées.
La chapelle romane a été restaurée. La chapelle basse primitive est voûtée en berceau avec doubleaux reposant sur quatre chapiteaux romans. Elle communique avec le porche reliant les deux cours par une porte. La partie haute, reconstruite au XVIIe siècle, n'a conservé que ses deux murs gouttereaux. La chapelle était autrefois reliée au château de Navailles par un bâtiment de deux étages, prolongeant celui au-dessus du porche qui pourraient être des vestiges d'une chapelle antérieure. Au Moyen Âge, elle n'avait aucune sortie avec l'intérieur du château, mais communiquait avec la basse-cour pour les pèlerins de Saint-Jacques-de-Compostelle ou de saint Eutrope de Saintes de passage qui y trouvaient refuge. C'est une des rares chapelles de ce type dans la région,. À l'époque moderne, la chapelle haute conserve son affectation mais la chapelle basse sert de cave et d'habitation.
Des restes de l'ancienne forteresse du XIe siècle ont aussi été découverts sous le château actuel. Sous la cour d'honneur, la base d'un donjon aux dimensions peu communes dans la région a été découverte, 34 mètres sur 12 mètres. Ce donjon possède à chaque angle des contreforts circulaires, et formait en rez-de-chaussée une salle voûtée percée de lancettes à fort ébrasement intérieur.
La terrasse du logis abrite une autre salle voûtée, appelée improprement « salle des gardes ». Parallèle à la salle basse précédente et s'appuyant sur la base du donjon, elle donne au nord sur la basse-cour. Il s'agit en fait d'un aménagement relativement récent effectué par l'abbé Michon, consistant à relier les salles basses des deux ailes du château par une salle voûtée percée de fenêtres, afin d'y établir un réfectoire pour l'école qu'il avait construite dans la basse-cour du château.
Au centre de la cour d'entrée, entre la chapelle et le pavillon de garde, a été découverte dans les années 2000 une ancienne porte fortifiée. L'on peut voir le pavage intact du chemin d'accès intra-muros, montant vers la chapelle.
Au no 12 de la rue d'Épernon, au sud du château, se trouvait l'entrée principale entre le XVIIe et XIXe siècles surmontée d'un portail construit par les Navailles, qui donnait aussi accès au parc au sud. Au XXe siècle, la rue de Navailles a été percée donnant directement accès à l'entrée actuelle avec la porterie du XVIIe siècle.

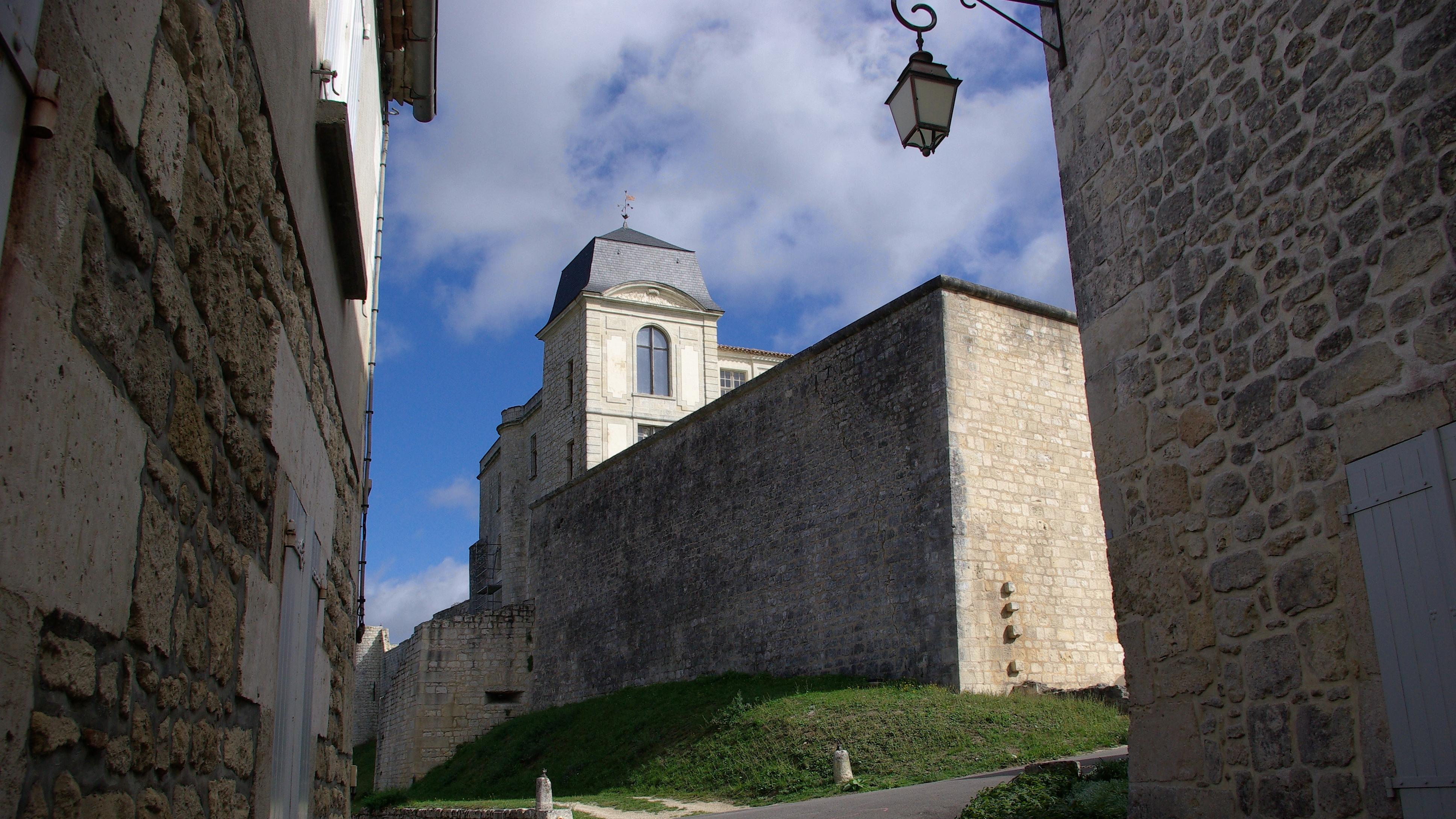
Le château et l'enceinte, vus de l'angle sud-ouest.
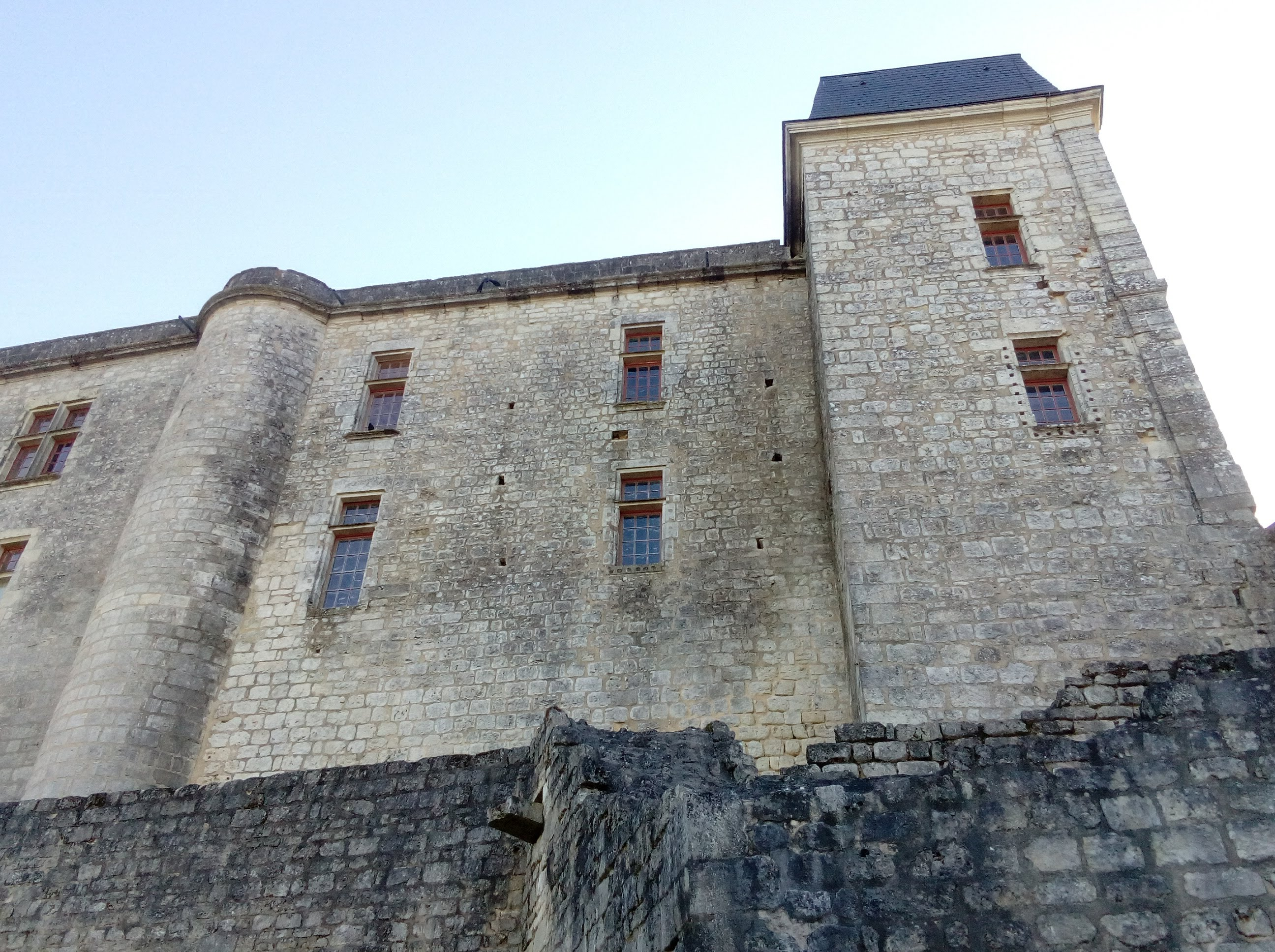
Façade ouest du château.
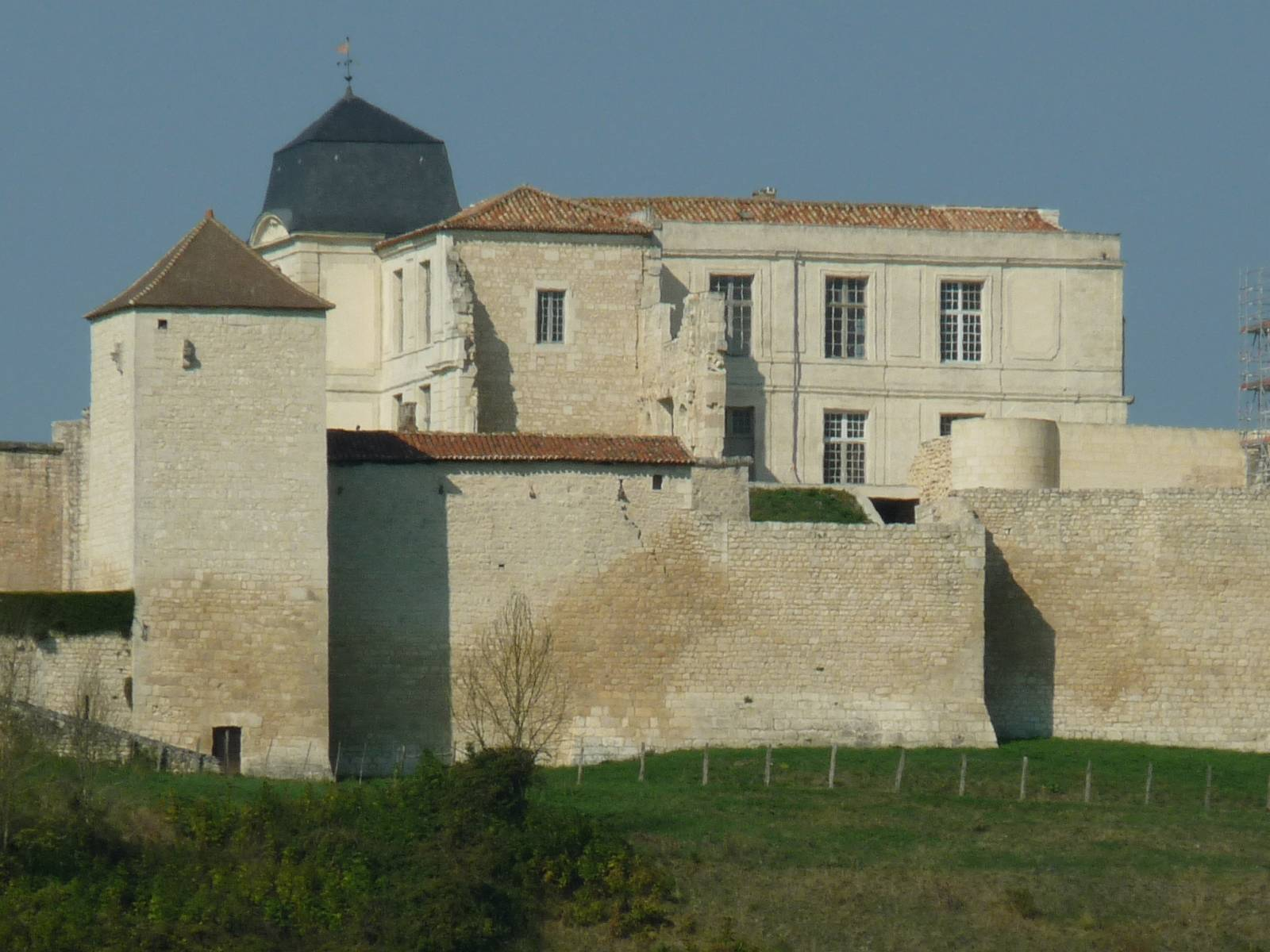
Le château vu du sud-est en 2009.
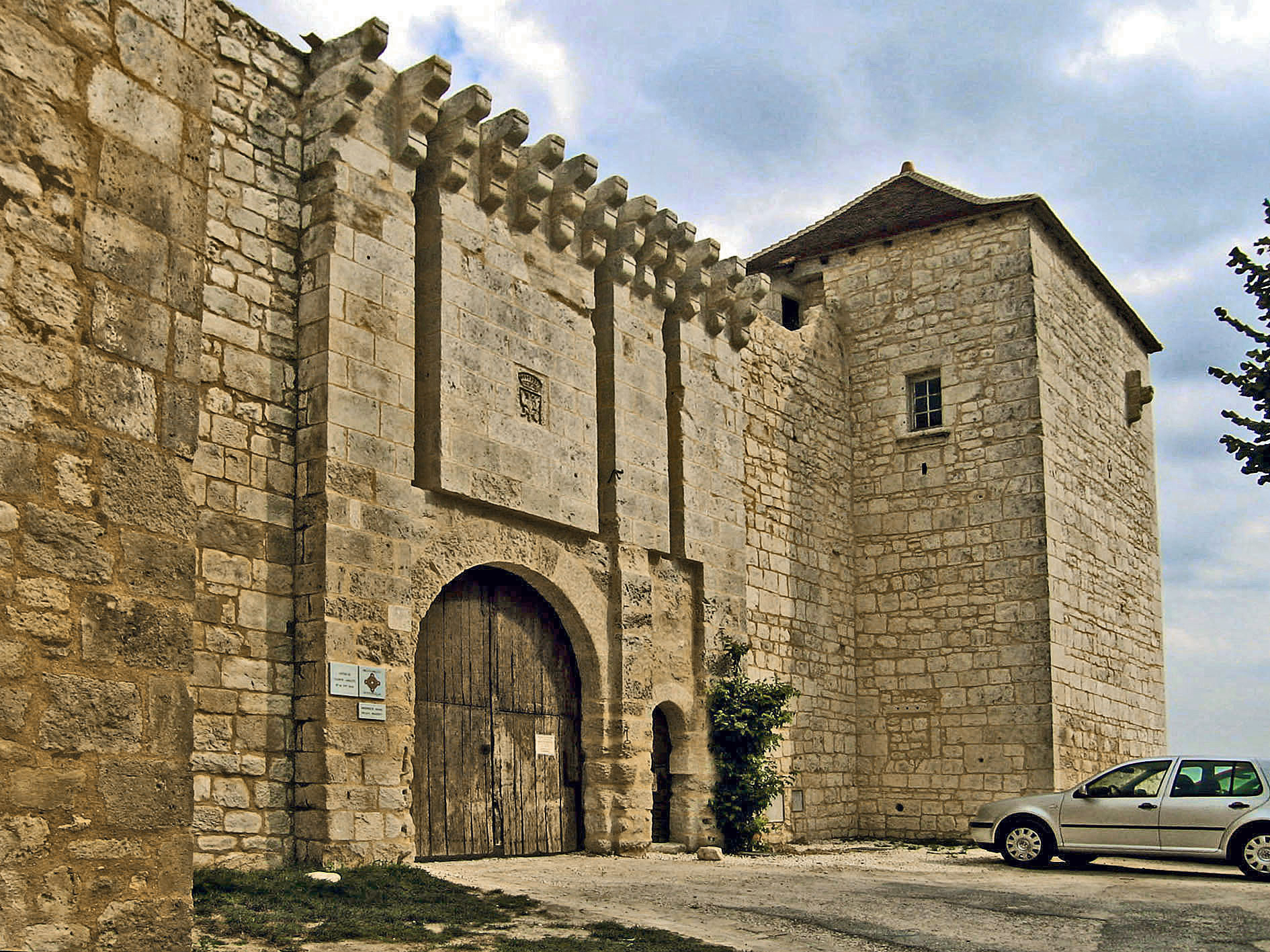
Le portail d'entrée et la tour de la Vigie.
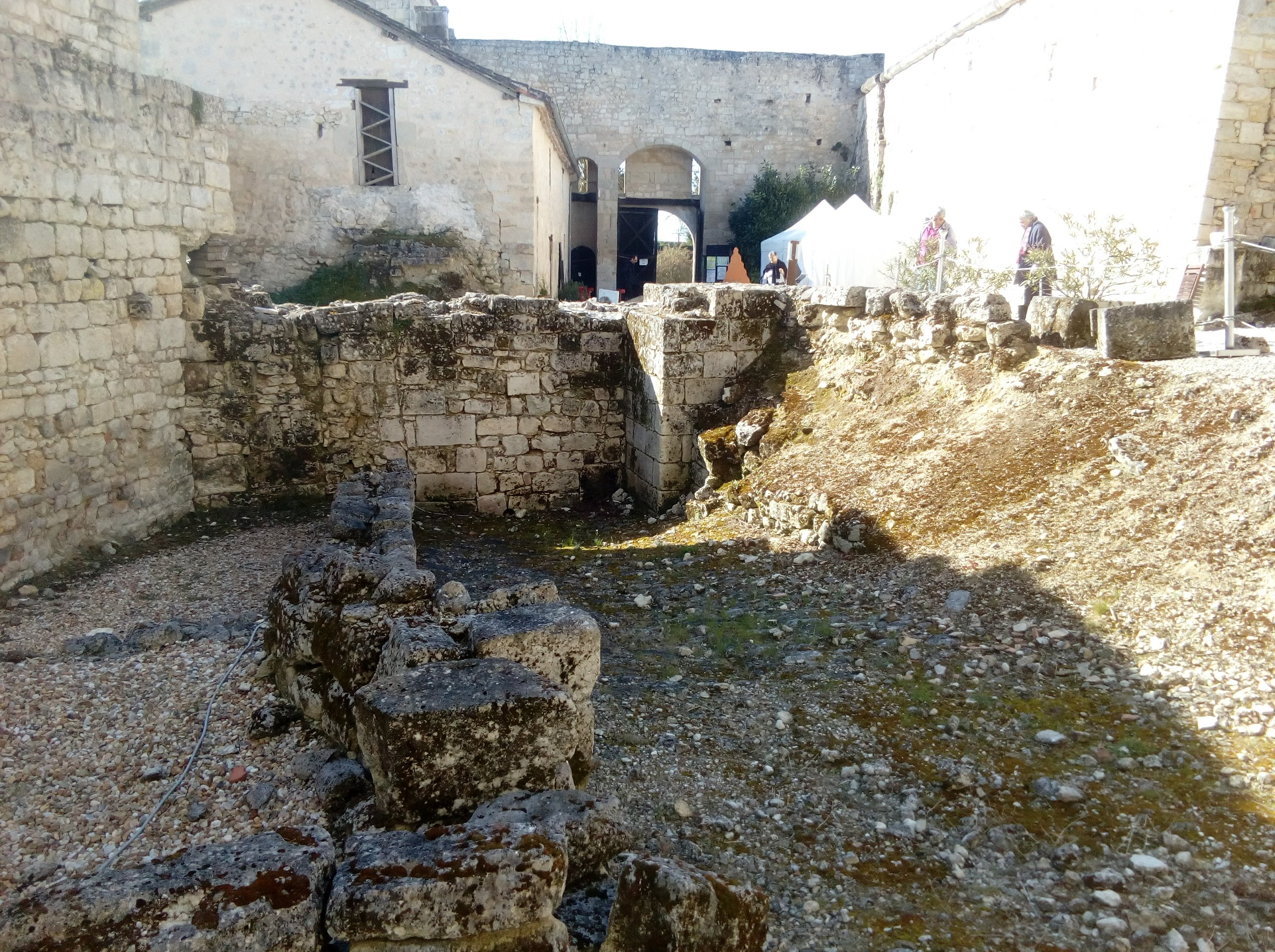
La cour d'entrée et une ancienne porte fortifiée, au sud de la chapelle. A gauche le corps de garde.
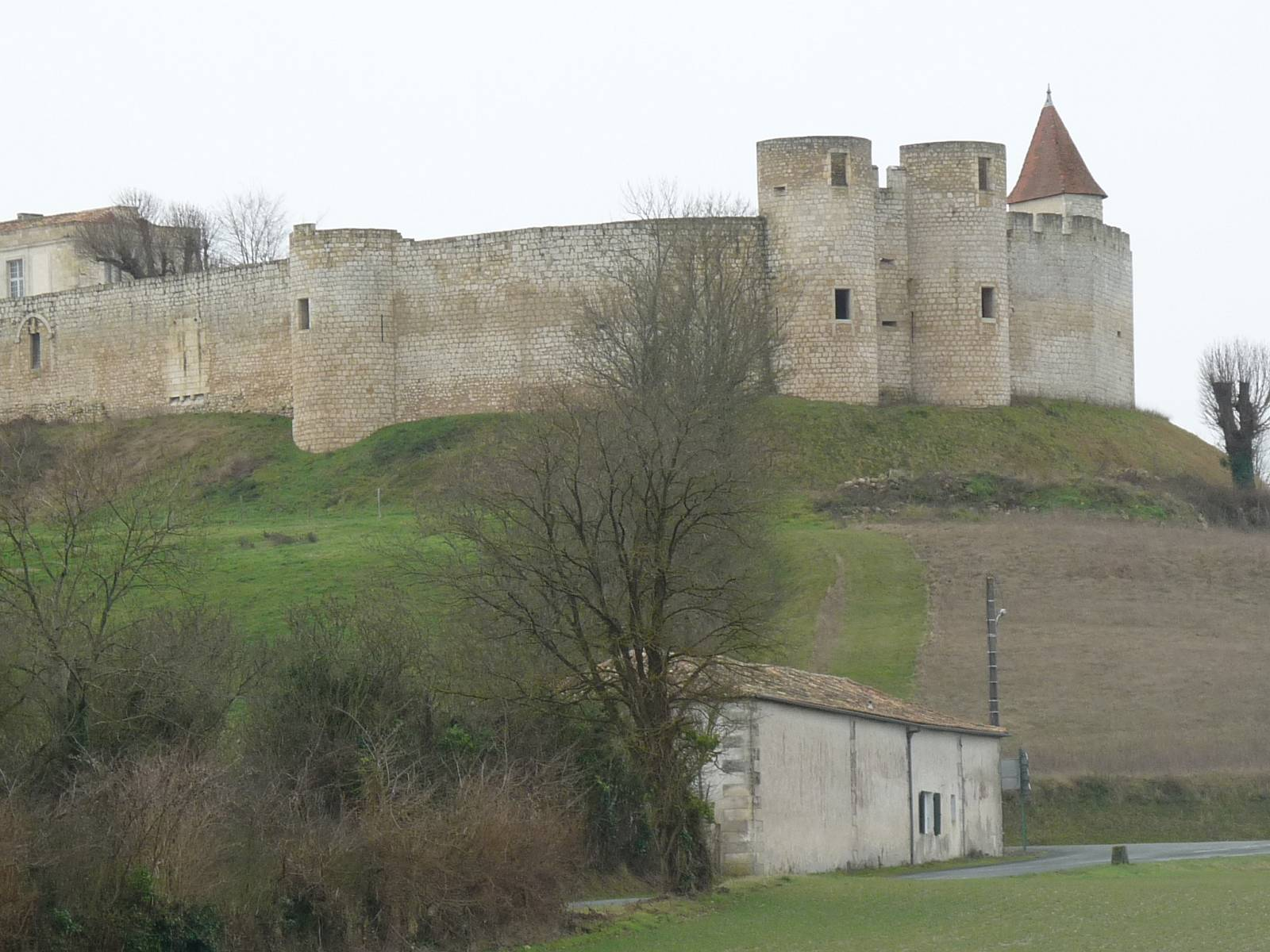
L'ancienne entrée nord avec ses deux tours.
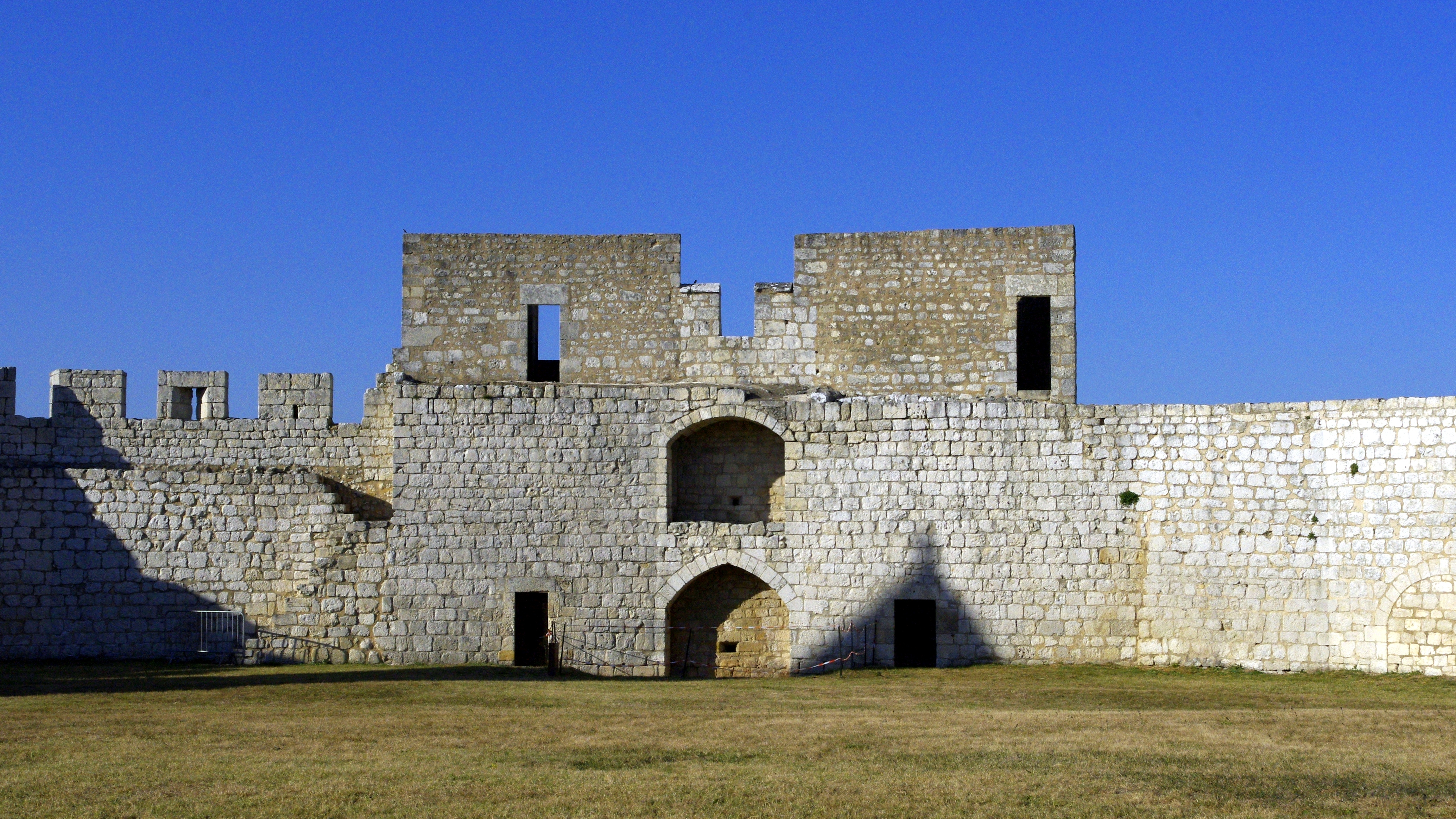
Les deux tours nord vues de l'intérieur de l'enceinte.
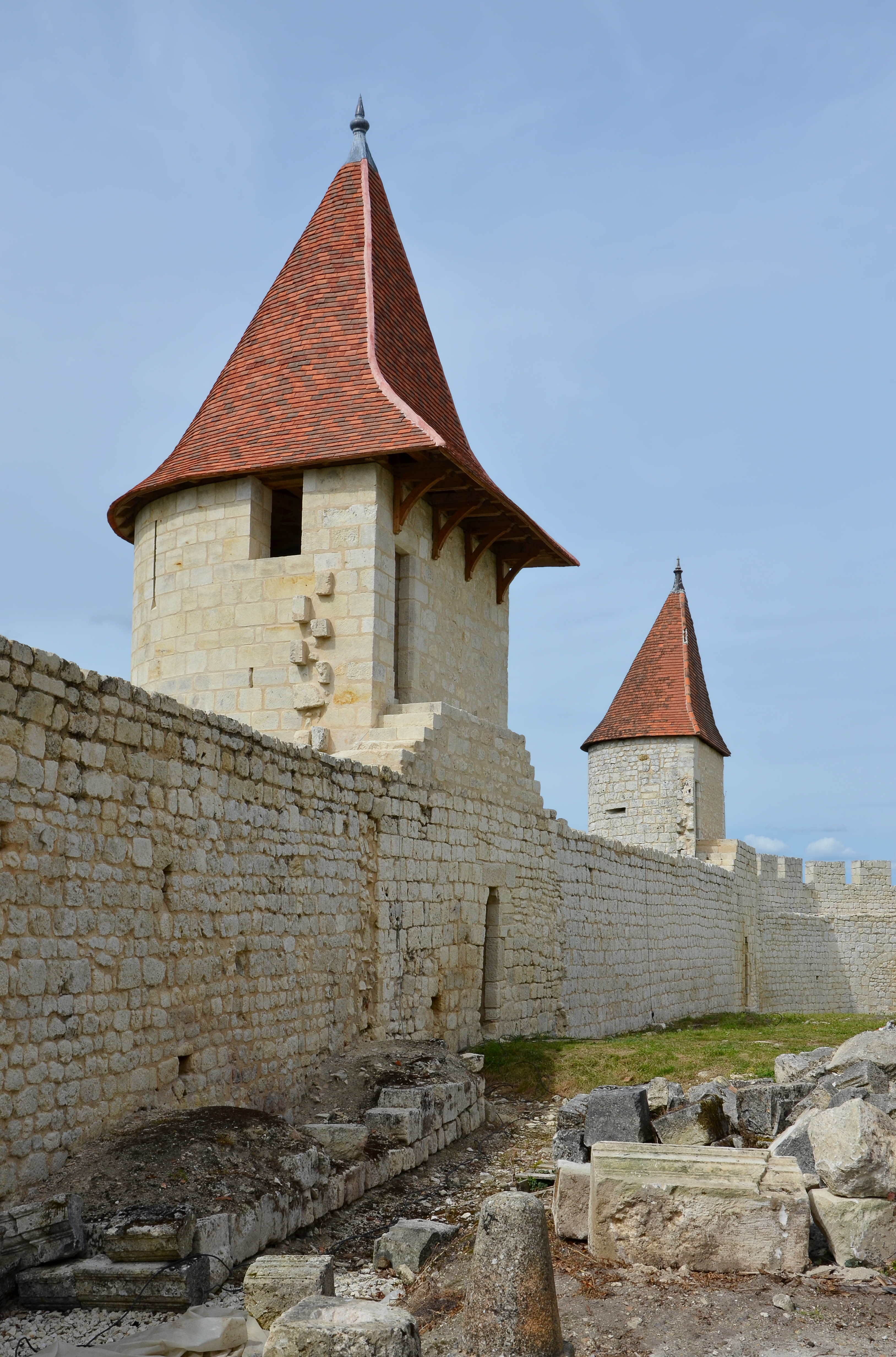
Tours ouest recoiffées en 2014.
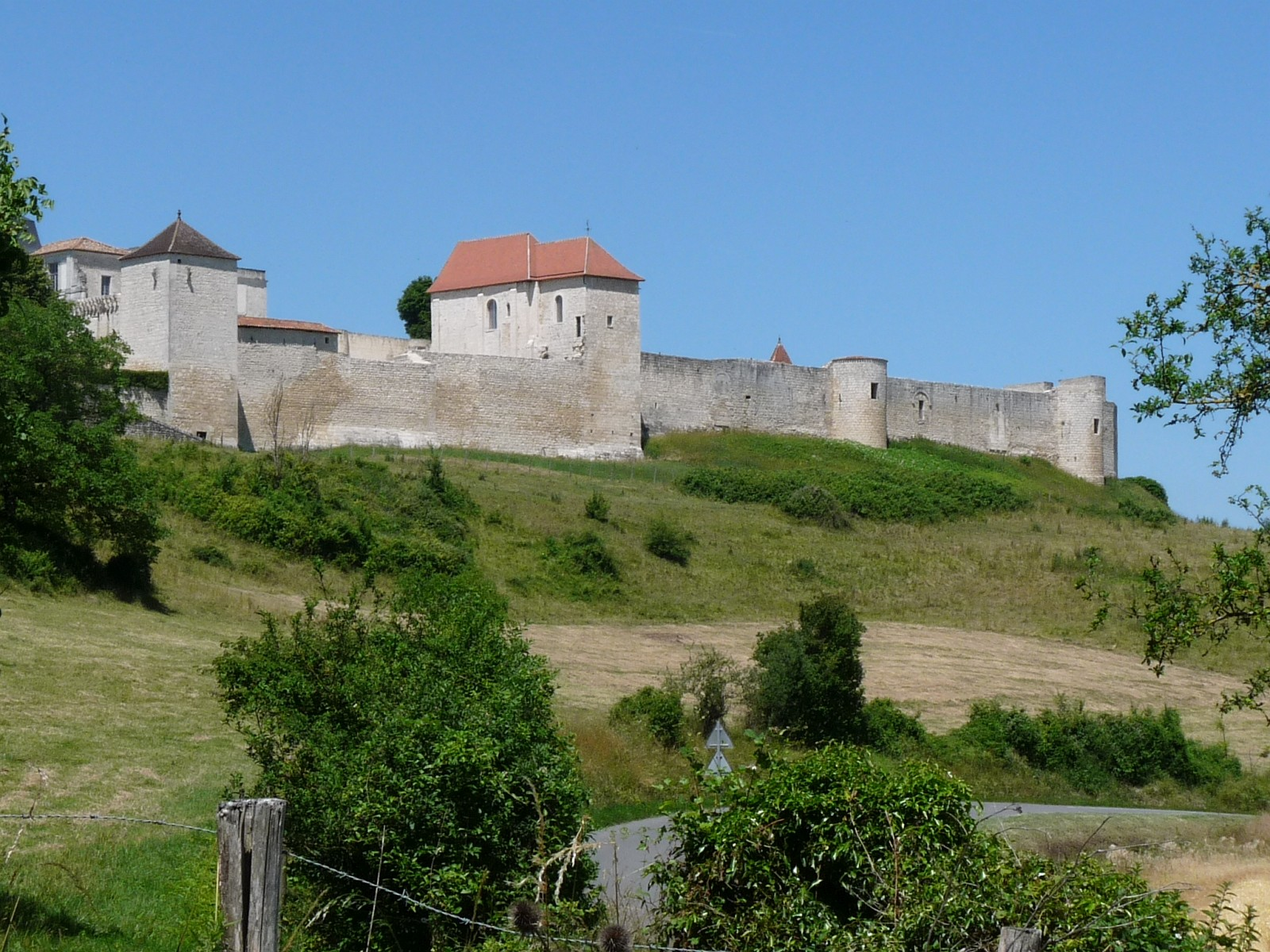
Vue depuis le sud-est avec la tour de la Vigie et la chapelle.
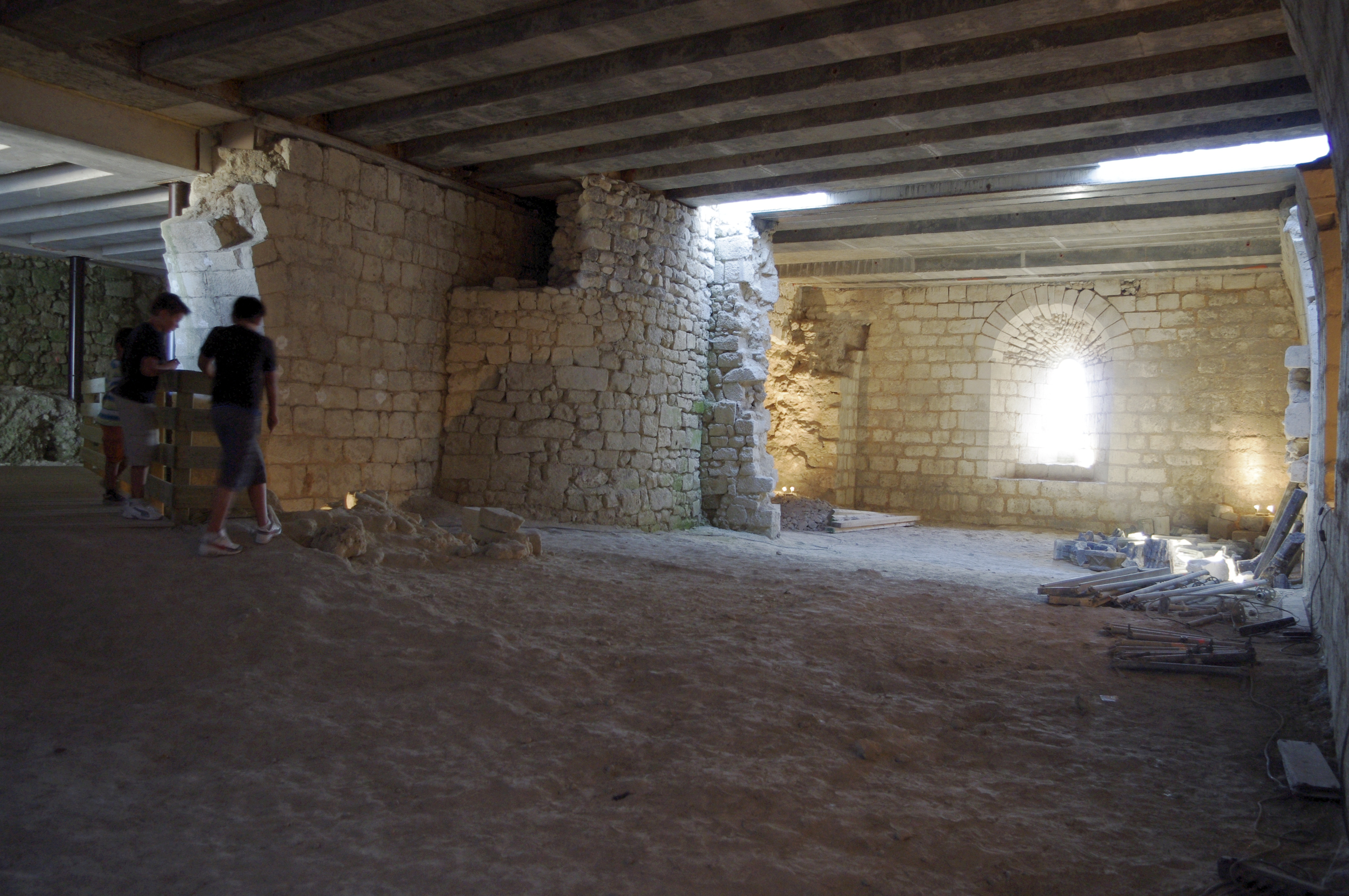
Fouilles de la salle basse en 2012.
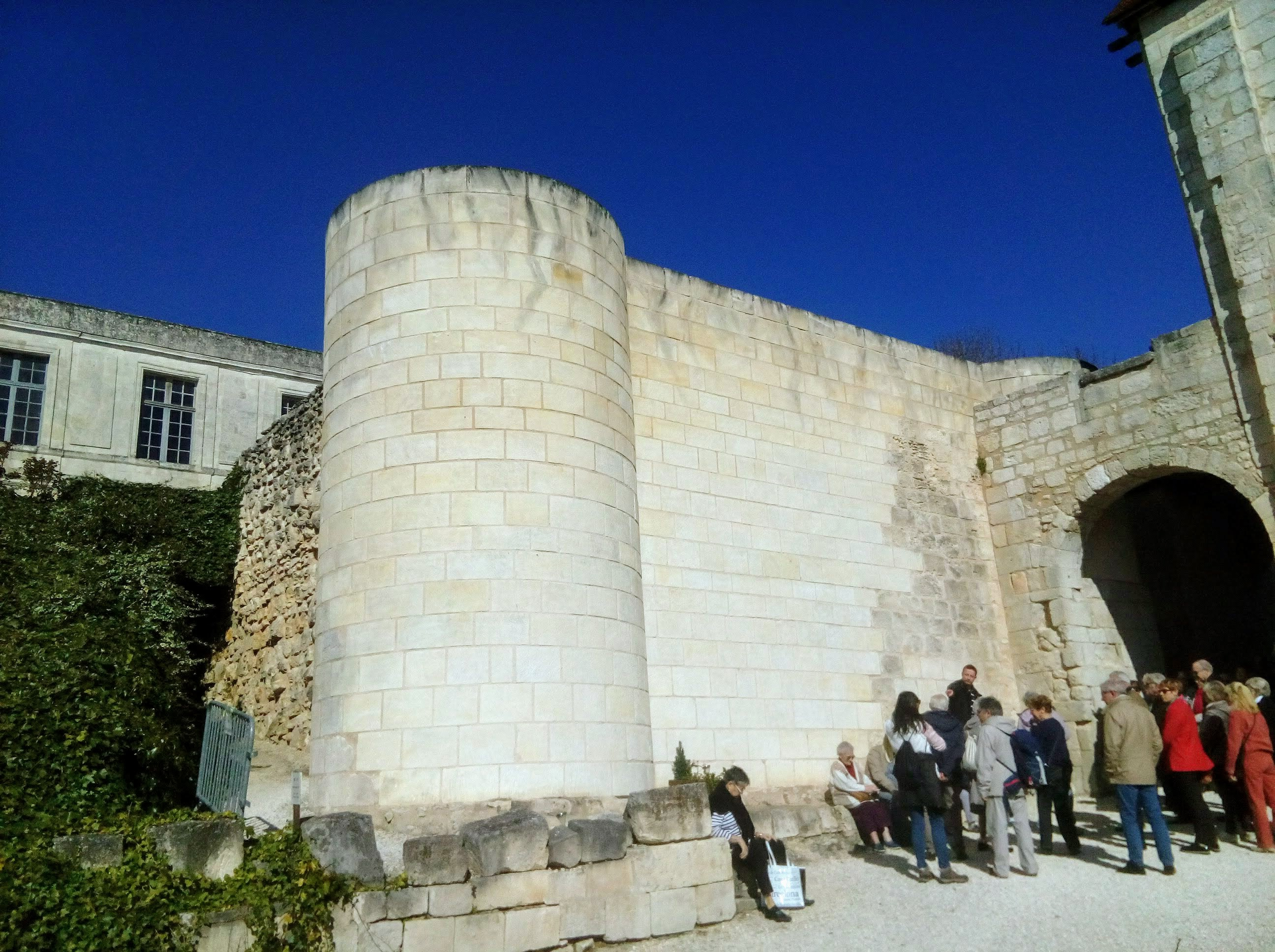
Base de l'ancien donjon restaurée.
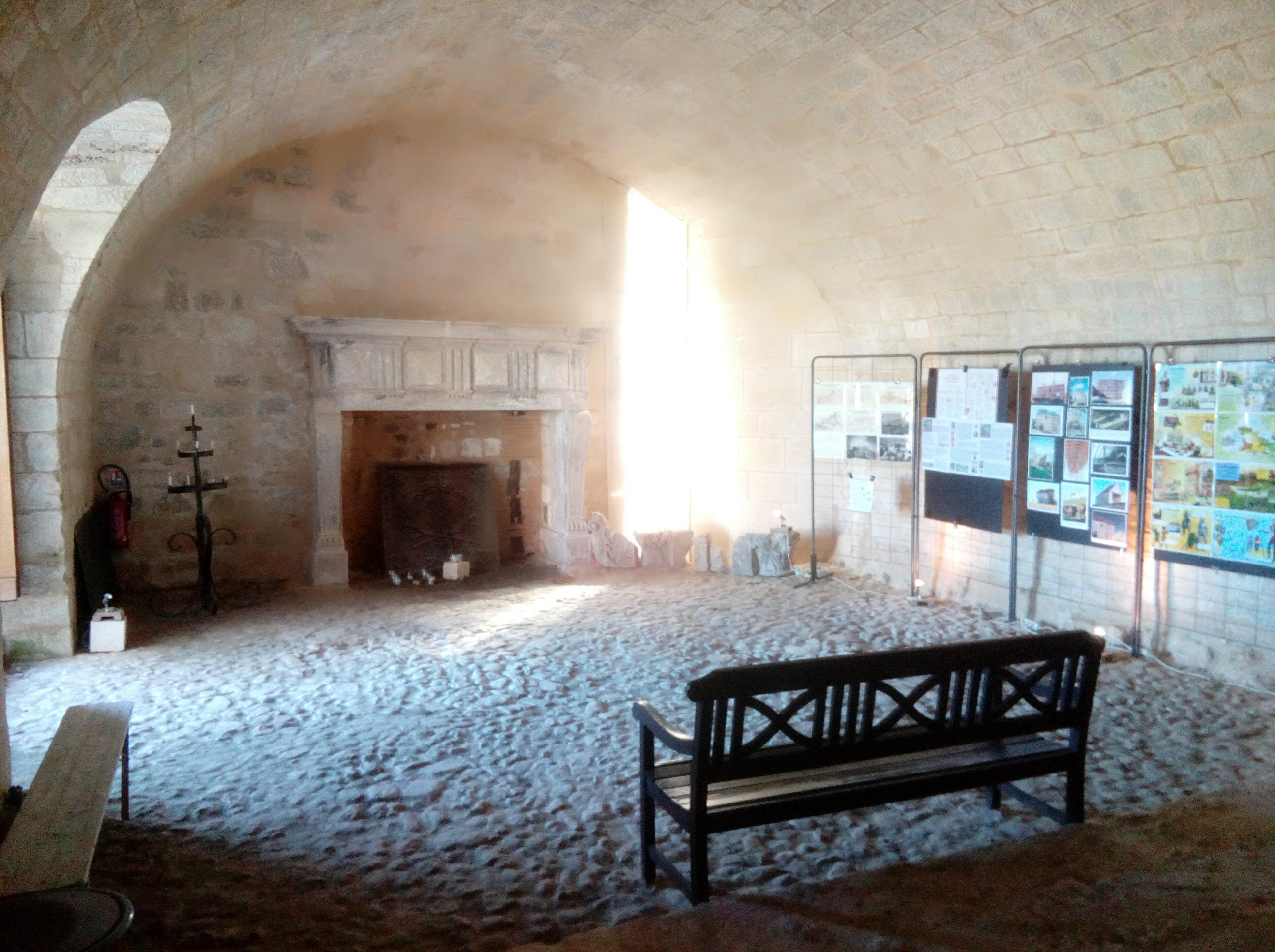
Intérieur de la salle des gardes.
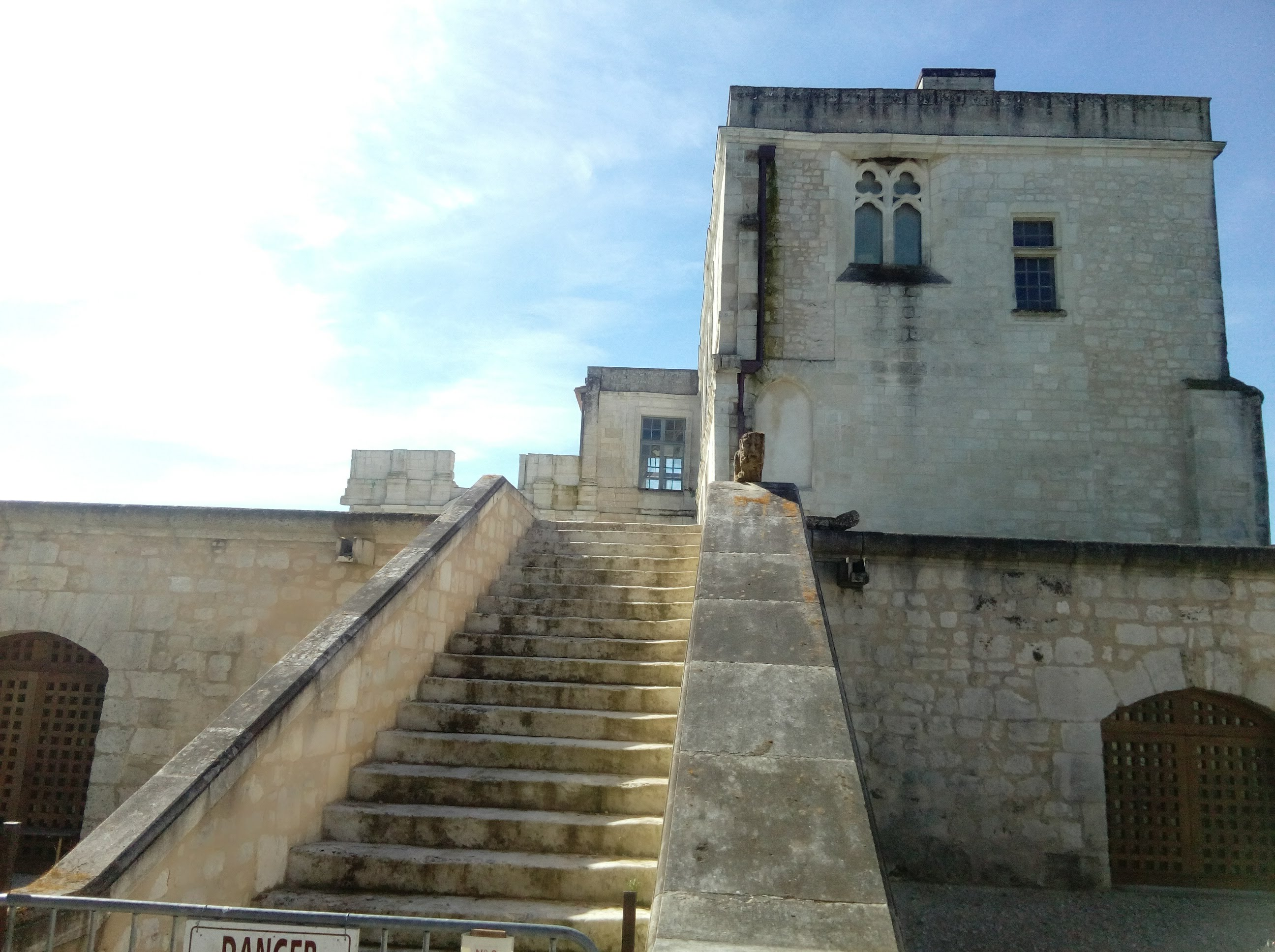
Escalier d'accès à la cour d'honneur et la façade nord.
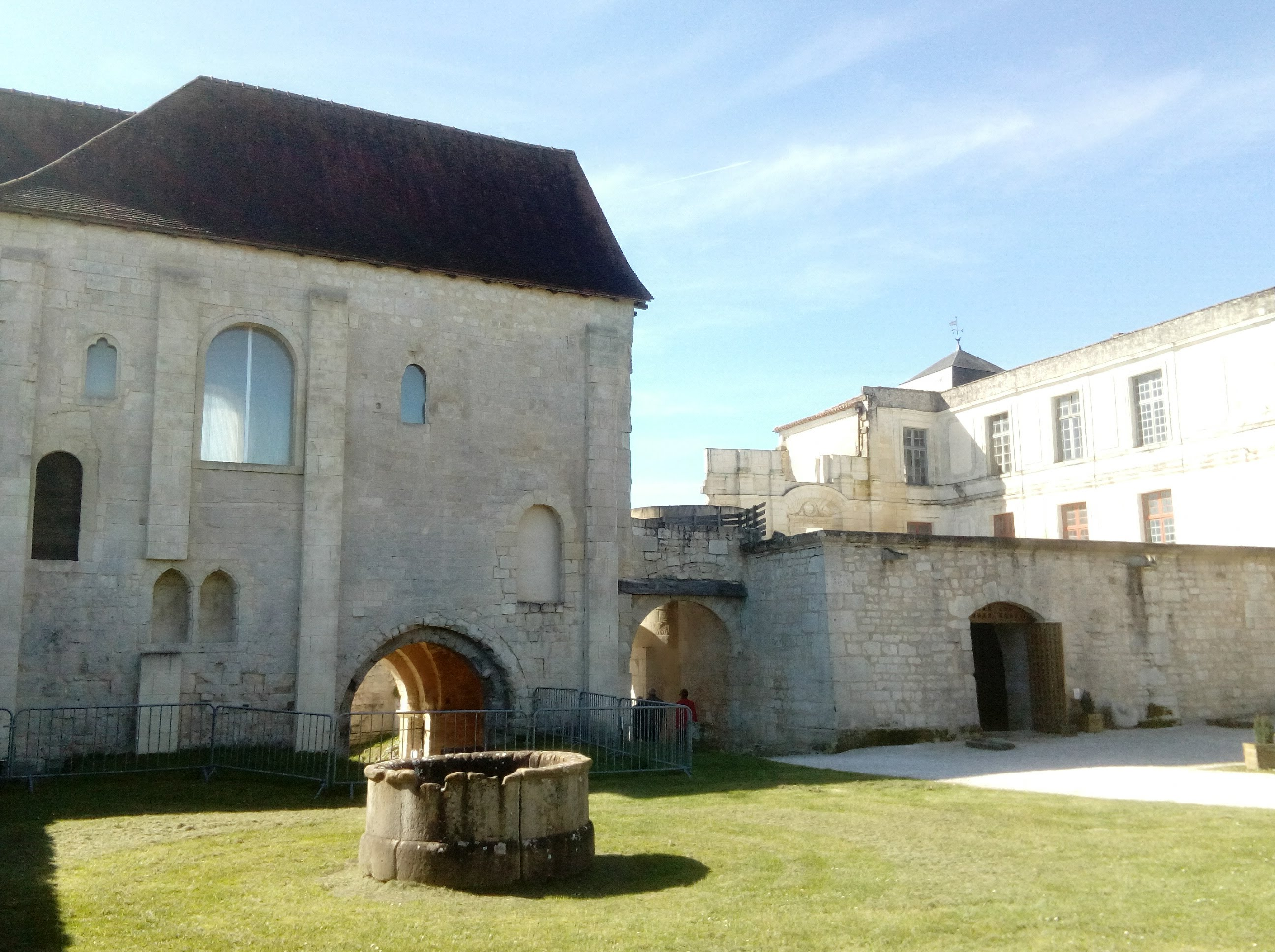
Vue de la cour nord, la chapelle à gauche et le château à droite.
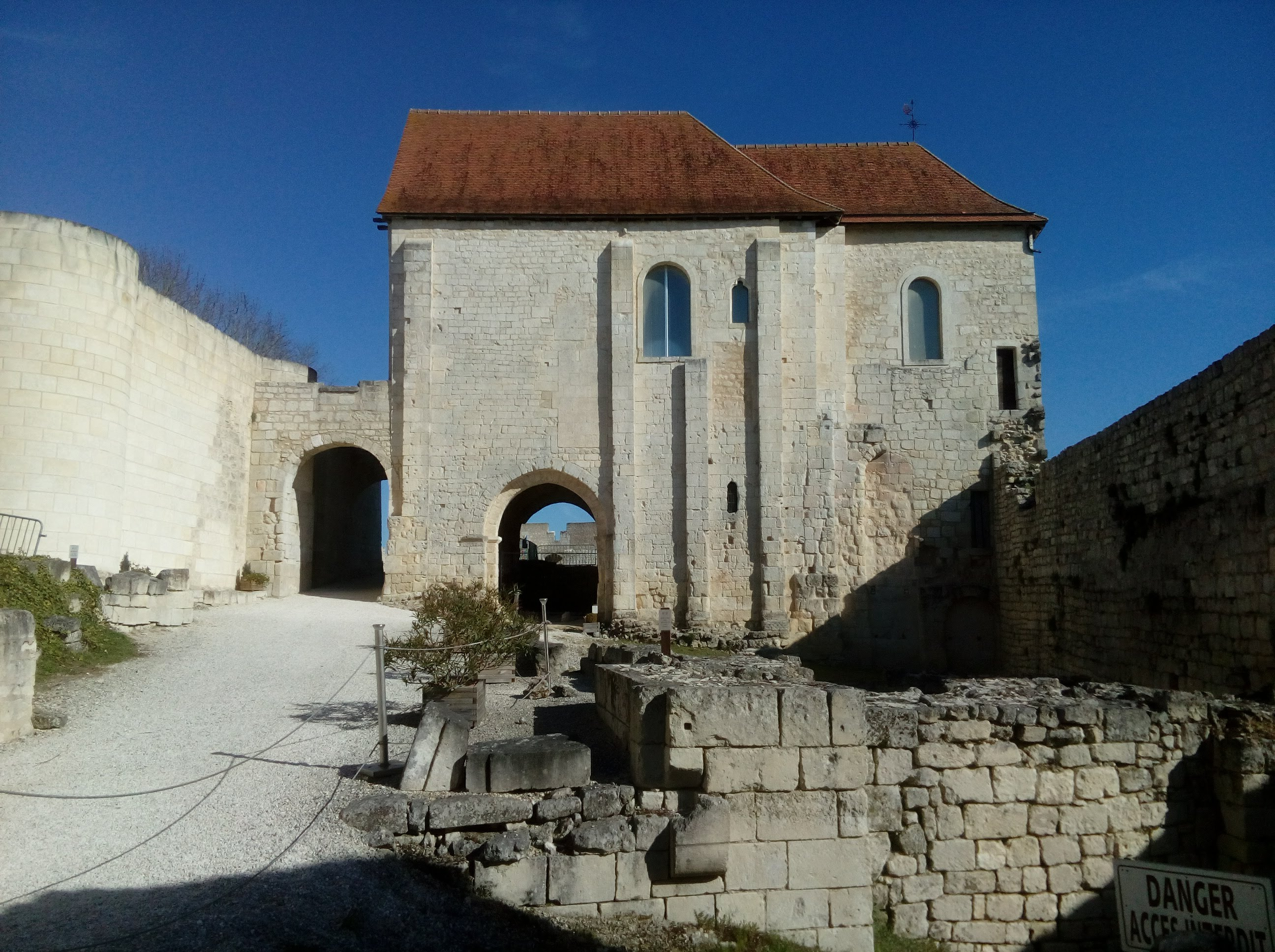
Façade sud de la chapelle, avec l'ancien donjon à gauche.
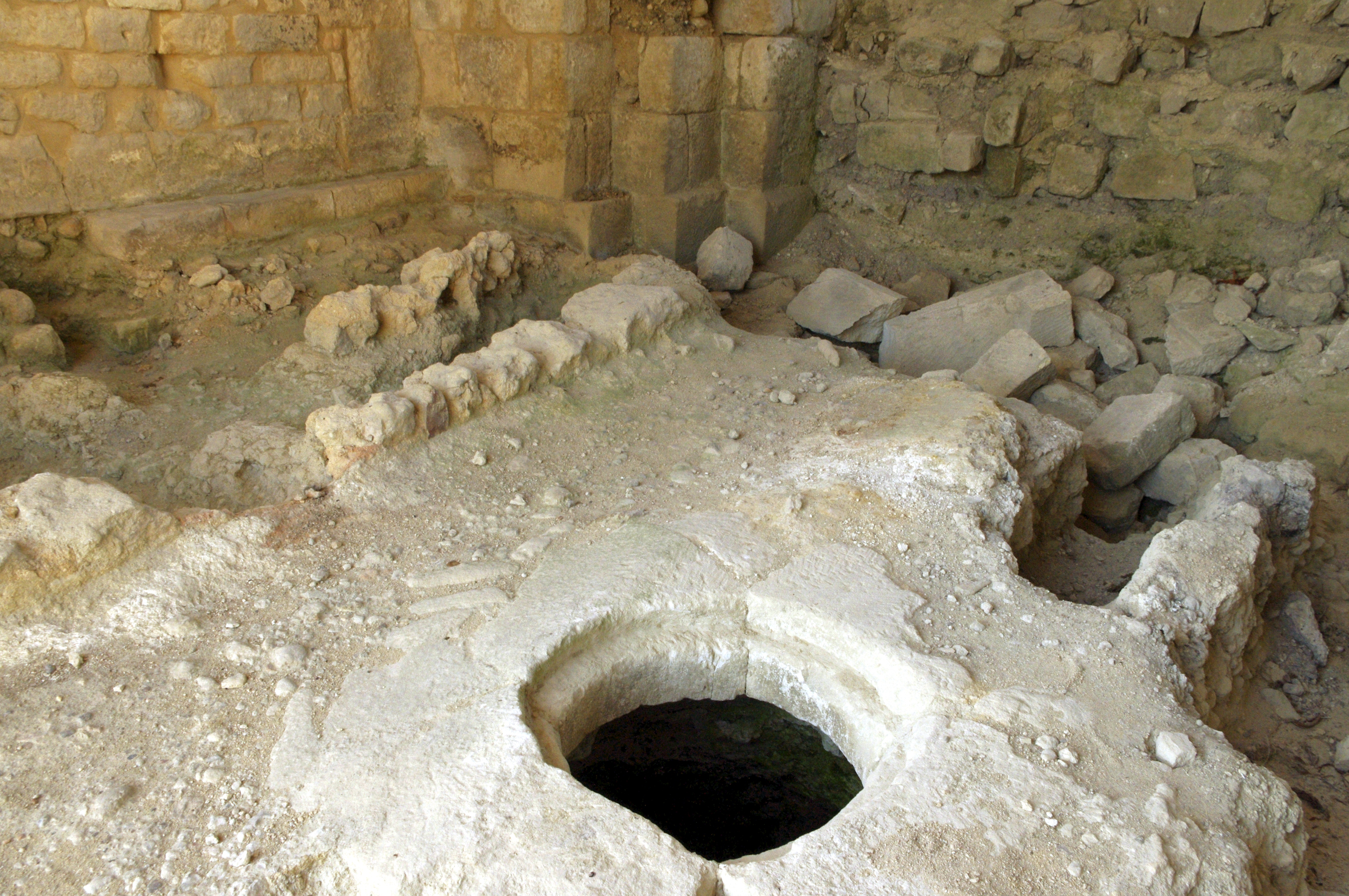
Dans la chapelle, sépultures à gauche, et silo plus récent à droite.
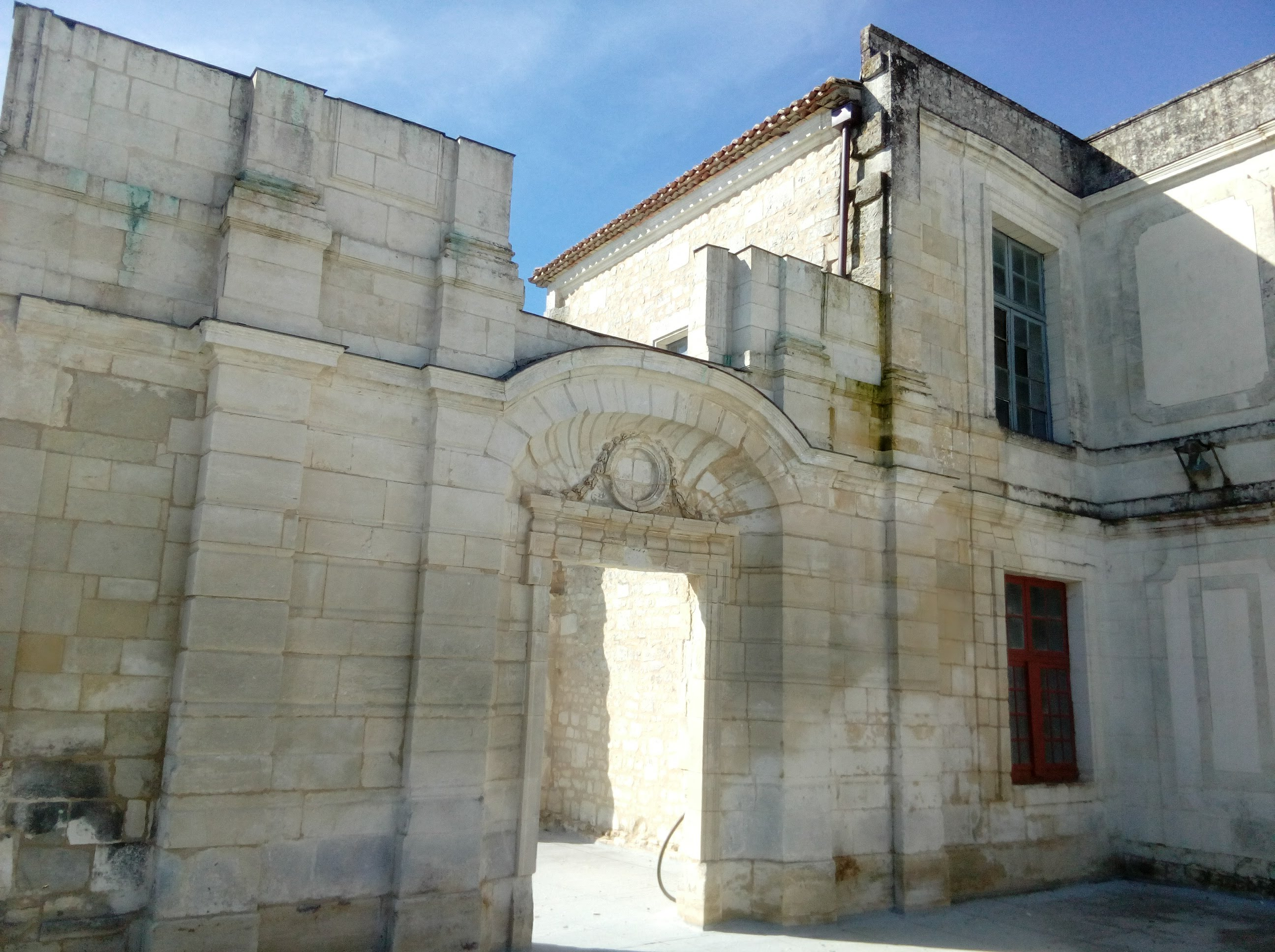
Porte du pavillon du dôme (XVIIe siècle).
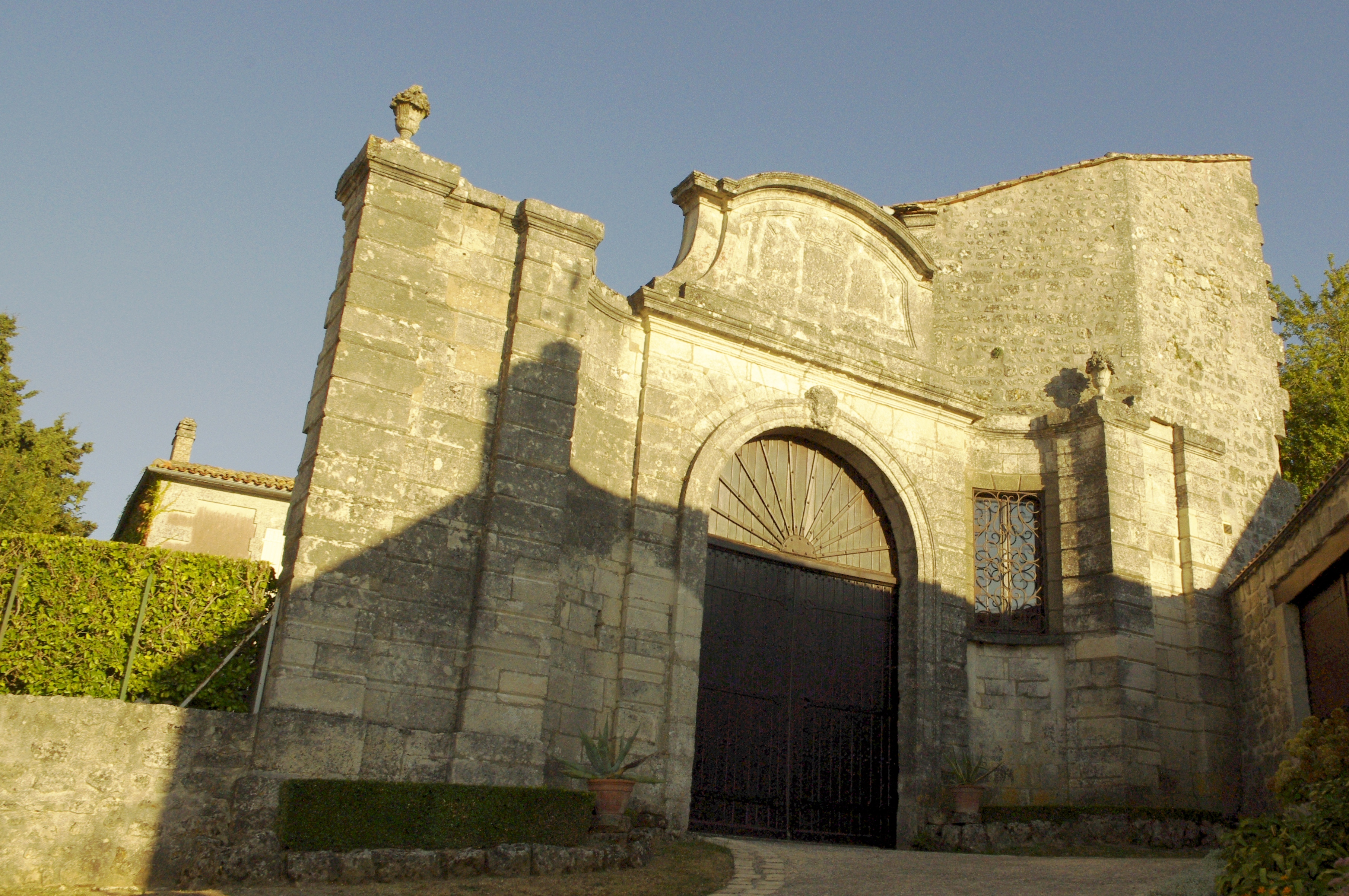
Le portail d'entrée au château avant le percement de la rue de Navailles.